# Aeroportul Internațional Alexandroupolis
Aeroportul Internațional Alexandroupolis (IATA: AXD, ICAO: LGAL) este un aeroport din Grecia ce deservește zona Alexandroupolis. Aeroportul a fost tranzitat în 2022 de 249.584 de pasageri. A fost deschis în 1944 și numit după Democrit.
Situat la o altitudine de 7 m, aeroportul dispune de o singură pistă. Este operat de Hellenic Civil Aviation Authority⁠(d).